# David Barton

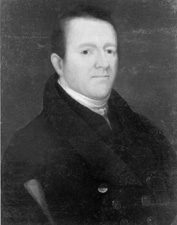
David Barton

David Barton (* 14. Dezember 1783 bei Greeneville, North Carolina; † 28. September 1837 in Boonville, Missouri) war ein US-amerikanischer Politiker. Er war einer der beiden ersten US-Senatoren für den Bundesstaat Missouri.
David Barton wurde in Greeneville im heutigen Tennessee geboren, das damals noch zu North Carolina gehörte. Nach seiner Ausbildung zum Juristen wurde er in die Anwaltskammer von Tennessee aufgenommen. 1809 zog er ins Missouri-Territorium, zu dessen Attorney General er im Jahr 1813 gewählt wurde. Ab 1815 war er Kreisrichter im Howard County, im folgenden Jahr übernahm er den Vorsitz an diesem Gerichtshof.
1818 begann er sich politisch zu betätigen und wurde Abgeordneter im territorialen Repräsentantenhaus, zu dessen Speaker er auch aufstieg. Zwei Jahre später war er Mitglied und Präsident des Verfassungskonvent für den neuen Staat Missouri. Nach dessen Aufnahme in die Union traten Barton, der zu diesem Zeitpunkt der Demokratisch-Republikanischen Partei angehörte, und Thomas Hart Benton am 10. August 1821 ihr Senatorenamt in Washington, D.C. an. Zum Zeitpunkt seiner Wiederwahl im Jahr 1825 hatten sich die Democratic Republicans in mehrere Faktionen aufgespalten; Barton gehörte zum Flügel um Präsident John Quincy Adams, den Adams Democrats, aus denen dann im Verlauf seiner zweiten Amtsperiode die National Republican Party entstand, für die er letztlich bis zum 3. März 1831 im Senat saß. Beim Versuch der Wiederwahl unterlag er 1830 Alexander Buckner. Während seiner Zeit als Senator war er unter anderem Vorsitzender des Committee on Public Lands.
Im Jahr 1823 wandte David Barton sich gegen die erneute Berufung von William Rector zum obersten Landvermesser (Surveyor General) für das Gebiet der Staaten Missouri, Illinois und Arkansas, weil er diesem vorwarf, hohe Positionen in seiner Behörde mit Verwandten zu besetzen und diesen zu hohe Gehälter zu zahlen. Sein Bruder Joshua, von 1820 bis 1821 erster Secretary of State von Missouri, veröffentlichte die Vorwürfe in einer Zeitung, worauf er von Rectors Bruder Thomas zu einem Duell herausgefordert wurde, bei dem er sein Leben verlor. US-Präsident James Madison nominierte William Rector nicht noch einmal für sein Amt.
Von 1834 bis 1835 gehörte David Barton dem Senat von Missouri an, dann zog er sich ins Privatleben zurück und starb im Jahr 1837. Nach ihm ist das Barton County in Missouri benannt.